# Florian Loriot
Pour les articles homonymes, voir Loriot.
 Florian Loriot, né le 21 novembre 1998 à Sallanches, est un skieur alpin français.

## Biographie

### Débuts
Il commence le ski à l'âge de 6 ans et entre au club de Mégève à 11 ans.
En 2011, il prend la 3e place des Championnats de France Benjamins (moins de 13 ans) de Combi-saut à Auron.
Il dispute sa première épreuve de Coupe d'Europe en janvier 2016 dans le slalom de Val Cenis. En mars 2016, il devient Vice-champion de France U18 (moins de 18 ans) de Super G à Mégève.
En mars 2018, il devient Vice-Champion de France Elite de Super Combiné à Châtel, derrière Nils Allègre. Il y est aussi sacré Champion de France Juniors U21 (moins de 21 ans) de Super G et de Super Combiné, et devient Vice-champion de France de Descente Juniors U21.

### Saison 2018-2019
Il intègre l'équipe de France Juniors pour la saison 2018-2019.
En février 2019, aux Championnats du monde juniors (moins de 21 ans) à Val di Fassa en Italie, il monte sur le podium en prenant une remarquable 3e place en Super G. Il prend aussi la 9e place en descente, la 6e place du slalom géant et la 7e place au combiné. En mars, il marque ses premiers points en Coupe d'Europe, en prenant la 29e du slalom géant d'Hinterstoder. Le 16 mars, il frôle de podium en Coupe d'Europe, en prenant une remarquable 4e place
au combiné de Sella Nevea en Italie. Il prend la 8e place du classement final de la Coupe d'Europe de combiné.
Fin mars à Auron, il est à nouveau Vice-champion de France de Descente Juniors .

### Saison 2019-2020
Il intègre l'équipe de France B à partir de cette saison.
Le 9 décembre, il monte pour la 1re fois sur un podium de Coupe d'Europe, en prenant la 2de place du combiné de Santa Caterina.
Pour sa 1re participation à la Coupe du Monde, il marque ses 1ers points le 29 décembre, en terminant 15e du combiné de Bormio remporté par Alexis Pinturault,,.
Sa saison prend fin début mars en raison de l’arrêt des compétitions de ski dû à la pandémie de maladie à coronavirus.
Il prend la 4e place du classement final de la Coupe d'Europe de combiné, ainsi que la 11e place du classement final de la Coupe d'Europe du super G notamment grâce à une excellente 5e place obtenue dans le super G de Sella Nevea le 14 février.

### Saison 2020-2021
Le 8 décembre, il monte à nouveau sur un podium de Coupe d'Europe en prenant la 2de place du combiné de Zinal, devant Luca Aerni, champion du monde de la discipline en 2017. La seconde épreuve de combiné est annulée, et il termine à la 2e place du classement général de la Coupe d'Europe du combiné. Il réalise aussi ses 3 premiers tops-30 en descente de Coupe d'Europe.
Aux Championnats de France, il termine au pied du podium du super G en prenant la 4e de l'épreuve de Châtel. Dans le combiné, il monte sur le podium en prenant une belle 3e place derrière Victor Muffat-Jeandet.

### Saison 2021-2022
En début de saison le 29 novembre, il prend la 5e place du premier super G de Coupe d'Europe à Zinal. Le lendemain il monte sur la 3e marche du podium du second super G. A la fin de la saison, il termine à une bonne 6e place du classement général de la Coupe d'Europe de super G.

### Saison 2022-2023
Il se blesse la main et ne commence sa saison que début janvier 2023 sur le slalom de Coupe d'Europe de Wengen où il prend une belle 3e place (son 4e podium en Coupe d'Europe). Le 28 janvier il marque ses premiers points en Coupe du monde de super G en prenant la 22e place de l'épreuve de Cortina d'Ampezzo. Le 30 mars, il est sacré Champion de France de descente aux Orres devant Johan Clarey et Léo Ducros.

### Saison 2023-2024
Le 10 janvier 2024, il remporte sa première victoire en coupe d'Europe en remportant le super G de Saalbach. A la fin de ce mois, il marque des points en coupe du monde en se classant 27e du super G de Garmisch. Mi-février il confirme en terminant 24e du super G de coupe du monde de Kvitfjell. Les 21 et 22 février il remporte les 2 descentes de coupe d'Europe de Sella Nevea,. A la fin de la saison il remporte facilement la coupe d'Europe de super G devant Giovanni Franzoni et Manuel Traninger.  Grâce à ce résultat il obtient son ticket nominatif pour la coupe du monde 2024-2025, lui permettant de participer à toutes les épreuves de super G sans passer par des qualifications au sein de l'équipe de France.

### Saison 2024-2025
Il intègre l'équipe de France A. Il fait un bon début de saison en coupe du monde et obtient en décembre la 13e place du super G de Beaver Creek. A la fin de ce même mois, il décroche son premier top-10 en coupe du monde, en se classant 9e du super G de Bormio. Fin janvier il est victime d'une chute dans le super G de Kitzbühel au même endroit qu'Alexis Pinturault (ce dernier mettant fin à sa saison à la suite de cet accident). Florian Loriot est victime d'une commotion cérébrale et évacué en hélicoptère. Cette chute va largement perturber la suite de sa saison.
Il dispute en février ses premiers championnats du monde, à Saalbach. Il y prend une honorable 13e place dans le super G (meilleur Français).
Début avril, il est sacré champion de France de Super G à Méribel devant Nils Allègre,. Ç'est son second titre national après celui de la descente obtenu en 2023.

## Palmarès[30]

### Championnats du monde
| Édition / Epreuve      | Super G |
| Mondiaux 2025 Saalbach | 13e     |

### Coupe du monde
- Meilleur classement général : 93e en 2025 avec  49 points.
- Meilleur classement au combiné : 29e en 2020 avec 18 points.
- Meilleur classement en super G : 28e en 2025 avec 49 points.

- Meilleur résultat sur une épreuve de coupe du monde de super G : 9e à Bormio le 29 décembre 2024.
- Meilleur résultat sur une épreuve de coupe du monde de combiné : 15e à Bormio le 29 décembre 2019.

- 23 courses disputées (à fin mars 2025)

| Saison / Épreuve | Saison / Épreuve | Général | Général | Descente | Descente | Super G | Super G | Géant  | Géant  | Slalom | Slalom | Combiné | Combiné |
| ---------------- | ---------------- | ------- | ------- | -------- | -------- | ------- | ------- | ------ | ------ | ------ | ------ | ------- | ------- |
| Saison / Épreuve | Saison / Épreuve | Class.  | Points  | Class.   | Points   | Class.  | Points  | Class. | Points | Class. | Points | Class.  | Points  |
| 2020             | 2020             | 129e    | 18      | -        | -        | -       | -       | -      | -      | -      | -      | 29e     | 18      |
| 2023             | 2023             | 145e    | 9       | -        | -        | 56e     | 9       | -      | -      | -      | -      | -       | -       |
| 2024             | 2024             | 123e    | 11      | -        | -        | 48e     | 11      | -      | -      | -      | -      | -       | -       |
| 2025             | 2025             | 93e     | 49      | -        | -        | 28e     | 49      | -      | -      | -      | -      | -       | -       |

### Championnats du monde junior
| Édition / Épreuve          | Descente | Super G | Slalom géant | Slalom | Combiné |
| Mondiaux 2019 Val di Fassa | 9e       | Bronze  | 6e           |        | 7e      |

### Coupe d'Europe
97 épreuves disputées (à fin mars 2024)
8 podiums  dont 3 victoires :
- 1er sur le super G de Saalbach le 10 janvier 2024
- 1er sur le super G de Sella Nevea le 21 février 2024
- 1er sur le super G de Sella Nevea le 22 février 2024

#### Classements
| Saison / Épreuve | Saison / Épreuve | Général | Général | Descente | Descente | Super G | Super G | Géant  | Géant  | Slalom | Slalom | Combiné | Combiné |
| ---------------- | ---------------- | ------- | ------- | -------- | -------- | ------- | ------- | ------ | ------ | ------ | ------ | ------- | ------- |
| Saison / Épreuve | Saison / Épreuve | Class.  | Points  | Class.   | Points   | Class.  | Points  | Class. | Points | Class. | Points | Class.  | Points  |
| 2019             | 2019             | 95e     | 73      | -        | -        | 51e     | 16      | 66e    | 7      | -      | -      | 8e      | 50      |
| 2020             | 2020             | 31e     | 201     | -        | -        | 11e     | 119     | 73e    | 2      | -      | -      | 4e      | 80      |
| 2021             | 2021             | 59e     | 123     | 46e      | 17       | 44e     | 26      | -      | -      | -      | -      | 2d      | 80      |
| 2022             | 2022             | 35e     | 201     | -        | -        | 6e      | 201     | -      | -      | -      | -      | -       | -       |
| 2023             | 2023             | 46e     | 180     | 41e      | 26       | 15e     | 154     | -      | -      | -      | -      | -       | -       |
| 2024             | 2024             | 12e     | 417     | 62e      | 1        | 1er     | 416     | -      | -      | -      | -      | -       | -       |

### Championnats de France

#### Élite
| Édition / Epreuve                                        | Descente | Super-G | Slalom géant | Slalom  | Super combiné | Parallèle |
| -------------------------------------------------------- | -------- | ------- | ------------ | ------- | ------------- | --------- |
| Championnats 2016 Les Menuires                           | -        | -       | 26e          | Abandon | -             | -         |
| Championnats 2017 Val Thorens/Lélex                      | -        | 20e     | 24e          | Abandon | 17e           | -         |
| Championnats 2018 Châtel                                 | 12e      | 13e     | 13e          | -       | Argent        | -         |
| Championnats 2019 Auron                                  | 15e      | Abandon | -            | -       | Abandon       | -         |
| Championnats 2020 Val Thorens                            | annulée  | annulé  | annulé       | annulé  | annulé        | -         |
| Championnats 2021 Châtel / Saint-Jean-d'Aulps / Les Gets | 9e       | 4e      | 12e          | Abandon | Bronze        | -         |
| Championnats 2022 Auron / Isola 2000                     | 14e      | 12e     | 20e          | -       | Abandon       | 9e        |
| Championnats 2023 Les Orres / / Val Thorens              | Or       | Abandon | 13e          | -       | -             | -         |
| Championnats 2024 Megève                                 | annulé   |         | 10e          | -       | -             | -         |
| Championnats 2025 Méribel                                | 15e      | Or      | 24e          | -       | -             | -         |

#### Jeunes
2 titres de Champion de France

##### Juniors U21 (moins de 21 ans)
2019 à Auron :
- Vice-champion de France de Descente

2018 à Châtel :
- Champion de France de Super G
- Champion de France du Combiné
- Vice-champion de France de Descente
- 4e en Slalom Géant

##### Cadets U18 (moins de 18 ans)
2016 à Mégève :
- Vice-champion de France de Super G
- 4e en Descente
- 4e en Combiné

##### Benjamins (moins de 13 ans)
2011 :
- 3e en Combi-saut à Auron.